# Спектор, Морган
Морган Спектор (англ. Morgan Spector; род. 4 октября 1980) — американский актёр, наиболее известный по роли Фрэнка Капоне в сериале HBO «Подпольная империя».

## Биография
Морган Спектор родился в Санта-Розе, в Северной Калифорнии, и вырос около Гернвиля. В возрасте 8 лет он впервые выступал в общественном театре; а позже он выступал в школьных и студенческих постановках. После окончания Рид-колледжа в Портленде, Орегоне, он поступил в актёрскую школу Театра американской консерватории в Сан-Франциско, а затем продолжил работать в региональном театре, в том числе в гастролях «Короля Льва». Он переехал в Нью-Йорк в 2006 году.
В 2010 году Спектор дебютировал на Бродвее в роли Родольфо в постановке Грегори Мошера пьесы «Вид с моста» Артура Миллера — роль, которую его позвали сыграть (он изначально получил маленькую роль грузчика), когда актёр, который должен был сыграть эту роль, был ранен во время предпоказов. В 2012 году он сыграл роль Бориса в постановке «Русского транспорта» Эрики Шеффер.
В 2014 году он, вместе с Ребеккой Холл, появился в бродвейской постановке пьесы «Machinal» Софи Тредвелл. Позже, после свадьбы Спектора и Холл, они снова появились вместе на сцене в Нью-Йорке, в постановке пьесы «Животное» Клэр Лиззимор в 2017 году.
В сентябре 2015 года Спектор женился на актрисе Ребекке Холл, с которой познакомился за год до этого, во время работы в бродвейском спектакле Machinal.

## Фильмография

### Кино
| Год  | Название           | Ориг. название     | Роль                     |
| ---- | ------------------ | ------------------ | ------------------------ |
| 2004 | Малиновые небеса   | Raspberry Heaven   | Курт Кэллэвэй            |
| 2010 | Повелитель стихий  | The Last Airbender | глава солдат народа огня |
| 2011 | Музыкальные стулья | Musical Chairs     | Кенни                    |
| 2013 | Почти Рождество    | All Is Bright      | Владимир                 |
| 2013 | Горящая синева     | Burning Blue       | Уильям Стивенсен         |
| 2014 | Гранд-стрит        | Grand Street       | Нино                     |
| 2014 | Общак              | The Drop           | Андре                    |
| 2016 | Кристин            | Christine          | доктор Парсонс           |
| 2016 | Чак                | Chuck              | Сталлоне                 |
| 2017 | Сплит              | Split              | Дерек                    |
| 2017 | Разрешение         | Permission         | Рис                      |
| 2022 | Няня               | Nanny              | Адам                     |

### Телевидение
| Год     | Название                              | Ориг. название               | Роль            | Примечания                       |
| ------- | ------------------------------------- | ---------------------------- | --------------- | -------------------------------- |
| 2009    | Закон и порядок: Преступное намерение | Law & Order: Criminal Intent | Игрок #1        | Эпизод: «All In»                 |
| 2010    | Закон и порядок: Преступное намерение | Law & Order: Criminal Intent | Техник          | Эпизод: «Disciple»               |
| 2010    | Как преуспеть в Америке               | How to Make It in America    | Скотт           | 2 эпизода                        |
| 2011-13 | В поле зрения                         | Person of Interest           | Питер Йогоров   | 5 эпизодов                       |
| 2013    | Не навреди                            | Do No Harm                   | Роман Спектор   | Эпизод: «Morning, Sunshine»      |
| 2013    | Оранжевый — хит сезона                | Orange Is the New Black      | Патрик          | Эпизод: «Lesbian Request Denied» |
| 2013    | Подпольная империя                    | Boardwalk Empire             | Фрэнк Капоне    | 4 эпизода                        |
| 2013    | Последний час                         | Zero Hour                    | Голем           | 3 эпизода                        |
| 2014    | Помнить всё                           | Unforgettable                | Дин             | Эпизод: «Cashing Out»            |
| 2015    | Преданность                           | Allegiance                   | Виктор Добрынин | 13 эпизодов                      |
| 2017    | Мгла                                  | The Mist                     | Кевин Копланд   | 10 эпизодов                      |
| 2018    | Родина                                | Homeland                     | Данте Аллен     | Основной состав (7 сезон)        |
| 2022    | Позолоченный век                      | The Gilded Age               | Джордж Рассел   | главная роль                     |